# De Sol A Sol (álbum)
De Sol A Sol es el nombre del sexto álbum de estudio del cantante venezolano de pop Yordano, Fue publicado por Sonográfica en 1992.
De este álbum es el tema Por Estas Calles, homónimo al de una telenovela de mucho éxito en la década de los 90's, en Venezuela.

## Lista de temas
01- Seguir Bailando
02- Por Estas Calles
03- Así Será
04- Escándalo en Tus Mejillas
05- Días de Calor
06- El Hombre de la Jungla
07- En Tus Manos
08- Quien Será
09- Mi Corazón
10- La Miel
11- Cuentas
12- Fuera de Este Mundo